# بيرلا وانون بيناروك
بيرلا وانون بيناروش ( مليلية ، 1949) هي باحثة إسبانية. وهي أستاذة الكيمياء الفيزيائية في جامعة البوليتكنيك في مدريد .

## السيرة الذاتية والمهنة
درس الكيمياء في الجامعة العبرية في القدس ، وتخرج في قسم الكيمياء الكمومية عام 1974. حصلت بعد ذلك على درجة الدكتوراه في العلوم من الجامعة المستقلة في مدريد في عام 1977 وانتقلت في نفس العام إلى أورساي ، حيث أكملت دراسات ما بعد الدكتوراه في جامعة باريس الجنوبية حتى عام 1978.
بدأت التدريس في أواخر السبعينيات، أولاً في كلية العلوم بجامعة مدريد المستقلة ثم في جامعة البوليتكنيك في مدريد (UPM) ، وفي المدرسة التقنية العليا للهندسة الحرجية ومنذ عام 1983 في المدرسة التقنية العليا للاتصالات حيث كانت نائبة مدير الأبحاث والدكتوراه والدراسات العليا بين عامي 1994 و1998. 
في عام 1997، ترأس مجموعة أبحاث الحوسبة الكمومية في معهد الطاقة الشمسية بجامعة بورتسموث، حيث عمل على تصميم وتوصيف الكم للمواد الإلكترونية الجديدة للخلايا الشمسية الكهروضوئية عالية الكفاءة. وقد نُشرت نتائج أعماله النظرية والأدلة التجريبية على العديد من المواد المقترحة في مجلتي Physical Review Letters و Chemical Materials ، وحظيت بتغطية عالمية واسعة النطاق في أنظمة التنبيه التكنولوجي المختلفة والمجلات مثل New Scientist . 
ويقوم وانون بالتحقيق في استخدام معدن معروف باسم البيروفسكايت لتحسين كفاءة الخلايا الشمسية . وقد اقترح وحصل على براءة اختراع لخمس مواد أشباه موصلات جديدة مستبدلة بالمعادن الانتقالية والتي تتميز بامتصاص عالي جدًا للفوتونات في طيف ضوء الشمس، وفقًا لـUPM. 
وتشمل أنشطتها العلمية العديد من التعاونات مع مختلف مراكز الأبحاث الأجنبية، بما في ذلك جامعة باريس، وجامعة القدس، وجامعة دارزبيري ، وغيرها، فضلاً عن توليها مناصب كأستاذة بحثية. وفي الوقت نفسه، تشارك كمقيّمة علمية على المستويين الوطني والدولي في بلدان مختلفة في أوروبا وأمريكا اللاتينية. 
في عام 2009 تم تعيينها أستاذة جامعية للكيمياء الفيزيائية في كلية إي. ت. نعم للاتصالات في اتحاد مدريد للموسيقى.  
يجمع مسيرته الأكاديمية بين التدريس والبحث. أدار وأنشأ عدة مجموعات بحثية، وقام بتدريب طلاب الدراسات العليا في مجال البحث. كما حصل على منح من منظمات وطنية وأوروبية لتنفيذ ما يقرب من ثلاثين مشروعًا بحثيًا في مجالات الفيزياء الذرية ، وديناميكيات الجزيئات ، والبنية المادية، وهي مجالات أبحاثه. كما أشرف على العديد من أطروحات الدكتوراه ومشاريع السنة النهائية. 
كان وانون عضوًا في العديد من اللجان مثل لجنة الفيزياء الجزيئية التابعة للجمعية الأوروبية للفيزياء (1998-2001) وعضوًا في مجلس إدارة الجمعية الملكية الإسبانية للفيزياء، وغيرها. 
أصبحت أول رئيسة لاتحاد الجمعيات العلمية الإسبانية في عام 2019، بعد 17 عامًا من وجود هذا الكيان الذي يجمع 40 ألف متخصص علمي.  من بين أهدافها الرئيسية "المساهمة في التطور العلمي والتكنولوجي لبلدنا؛ وأن تكون وسيطًا مؤهلًا أمام المجتمع المدني والسلطات العامة التمثيلية في القضايا التي تؤثر على العلوم. والهدف هو تعزيز دور العلم والمساهمة في نشره كمكون ضروري وأساسي للثقافة".  وفيما يتعلق بحضور المرأة في المهن والوظائف المرتبطة بالعلوم والتكنولوجيا، فإنها تعتقد أن "المشكلة يجب أن تُعالج من التعليم الابتدائي، مع التدريب العلمي المناسب والمشاريع التي تساعد المعلمين على تقريب العلوم من تلك المستويات". 

## الجوائز والتقديرات
- 2009 لوحة الاستحقاق الاجتماعي من مدينة مليلية المستقلة لعملها البحثي ونشر العلوم
- جائزة البحث لعام 2018 من جامعة البوليتكنيك في مدريد. [8]

## روابط خارجية
- قائمة منشورات بيرلا وانون بيناروتش في الأرشيف الرقمي لجامعة بومباي
- الموقع الإلكتروني للجمعية الملكية الإسبانية للفيزياء
- مشروع ACIERTAS لإدخال العلوم إلى الفصول الدراسية.